# Medaille voor Dapperheid (Oostenrijk-Hongarije)

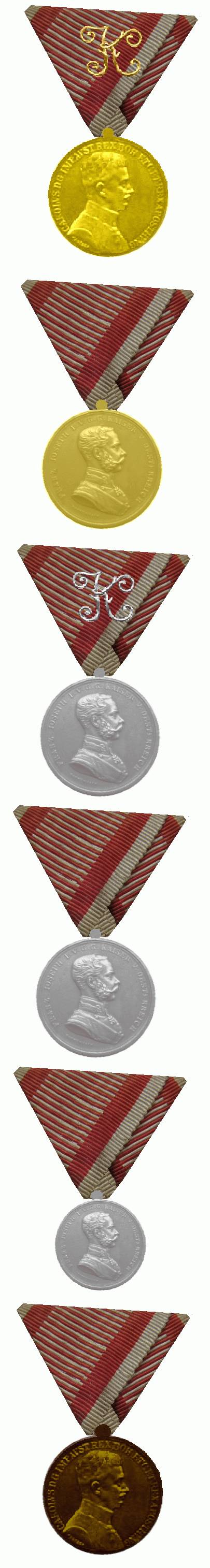
Medailles voor Dapperheid uit de Eerste Wereldoorlog

De Medaille voor Dapperheid (Duits: Tapferkeitsmedaille) van Oostenrijk, later van de dubbelmonarchie Oostenrijk-Hongarije was een hoge onderscheiding voor dapperheid in oorlogstijd die van 1789 tot 1918 werd uitgereikt.
Het is daarmee een van oudste onderscheidingen voor dapperheid. In de 18e eeuw werden soldaten die zich bijzonder hadden onderscheiden weleens met een geldbedrag beloond maar de onderscheidingen waren gereserveerd voor hun officieren. De nieuwe wind van de Franse Revolutie en haar volksleger blies door Europa en veroorzaakte niet alleen oorlogen maar ook een nieuwe houding tegenover het leger en de soldaten. In eerdere eeuwen waren dat huurlingen geweest, nu werd voor het eerst een beroep op hun vaderlandslievendheid en trouw aan het vorstenhuis gedaan.
De onderscheiding zag op 19 juli 1789 als een Ehren-Denkmünze für Tapferkeit met het portret van de Habsburgse keizer Jozef II het licht. Deze hervormingsgezinde vorst stichtte medailles in goud en in zilver voor onderofficieren en manschappen die zich in het gevecht hadden onderscheiden. De medailles konden alleen aan de soldaten van het leger van de keizer worden verleend.
Op 18 mei 1809 werd de eremunt door keizer Frans II in een "hofkriegsräthlichem Rescripte", een Raadsbesluit, in een medaille met de naam Tapferkeitsmedaille omgedoopt.
Het versiersel is een ronde medaille met een diameter van 4 centimeter en op de voorzijde de beeltenis van de regerende monarch. Op de keerzijde staat een lauwerkrans met gekruiste vaandels en regimentsvlaggen.
Binnen de krans staan de woorden DER TAPFERKEIT. In de jaren tussen 1916 en 1918 liet Karel I van Oostenrijk in plaats van het Duits het Latijnse woord "FORTITVDINI" op de medaille plaatsen. Ook dat betekent "dapperheid".

## De geschiedenis van de medaille
Op 18 augustus 1848 werd de Zilveren Medaille voor Dapperheid door Ferdinand I van Oostenrijk in twee klassen, de Ie en IIe Klasse verdeeld. De zilveren Ie Klasse bleef 4 centimeter in diameter maar de zilveren IIe Klasse kreeg een diameter van maar 31 millimeter.
Keizer Frans Jozef I stichtte op 14 februari 1915 een Bronzen medaille voor Dapperheid met dezelfde diameter als de Zilveren Medaille der IIe Klasse. Deze bronzen medaille kon ook aan soldaten van zijn bondgenoten Duitsland, Turkije en Bulgarije worden uitgereikt.
Op 29 oktober 1915 werden gespen op het lint ingevoerd. Deze Britse traditie om meerdere verleningen van dezelfde medaille aan te geven was voor Oostenrijk-Hongarije nieuw. Een zilveren gesp op het driehoekige lint liet zien dat iemand de Zilveren Medaille voor Dapperheid tweemaal had ontvangen. Twee gespen duiden op drie verleningen. De gespen werden toegekend in het metaal van de desbetreffende medaille.
Dappere officieren hadden in de Habsburgse monarchie geen medailles ontvangen maar op 26 september 1917 bepaalde keizer Karel I van Oostenrijk dat zij de Gouden Medaille voor Dapperheid en de Grote Zilveren Medaille konden ontvangen. Zo werd de exclusieve Maria Theresia-orde ontlast. De Kleine Zilveren Medaille voor Dapperheid en de Bronzen Medaille bleven gereserveerd voor onderofficieren en manschappen. Een officier kreeg een sierlijke gouden of zilveren letter, de "K-Auflage" op zijn lint. Deze "K" wordt alleen gezien op de grote gouden en zilveren medailles met het portret van Keizer en Koning Karel.
Sommige militairen, waaronder Kurt Gruber, hij was een succesvol gevechtspiloot, ontvingen meerdere malen de Medaille voor Dapperheid. Kurt Gruber droeg viermaal de Gouden Medaille voor Dapperheid, tweemaal de Grote Zilveren Medaille voor Dapperheid, tweemaal de Kleine Zilveren Medaille voor Dapperheid en ook de Bronzen Medaille voor Dapperheid. Hij droeg ook de Veldpilotenonderscheiding.
De ineenstorting van de dubbelmonarchie in november 1918 maakte een einde aan de Oostenrijks-Hongaarse onderscheidingen maar Hongarije stelde later medailles voor dapperheid in die sterk op de oude keizerlijke medailles leken. Deze medailles droegen het portret van admiraal Miklós Horthy.
Op 26 maart 1931 werd door de Oostenrijkse regering bepaald dat de dragers van de Gouden Medaille voor Dapperheid ieder jaar een eresoldij van vijftig Schilling zouden ontvangen. De dragers van de Grote Zilveren Medaille ontvingen de helft van dat bedrag.

## Het gedenken aan de Gouden Medaille voor Dapperheid
Sinds augustus 1995 noemen de afgestudeerden van de Militaire School voor Onderofficieren van het Oostenrijkse Leger in Enns ieder jaar hun jaargang naar een drager van de Gouden Medaille voor Dapperheid.
- Sepp Innerkofler gaf zijn naam aan de klas van 1995
- Feldwebel Michael Ruppert gaf zijn naam aan de Ie klas van 1996
- Franz Seemann gaf zijn naam aan de IIe klas van 1996
- Joseph von Sonnenfels gaf zijn naam aan de Ie klas van 1997.
- Offiziersstellvertreter Kurt Gruber gaf zijn naam aan de IIe klas van 1997 Hij droeg de Veldpilotenonderscheiding.
- Vormeister Mathias Weinhardt gaf zijn naam aan de Ie klas van 1998
- Feldwebel Johann Zingl gaf zijn naam aan de IIe klas van 1998
- Patrouille Domjan gaf zijn naam aan de Ie klas van 1999
- Viktoria Savs gaf haar naam aan de IIe klas van 1999
- Standschützenober-jäger Johann Forcher gaf zijn naam aan de Ie klas van 2000
- Zugsführer Wenzl Weishäupl gaf zijn naam aan de Ie klas van 2001
- Stabsmaschinen-wärter Gottfried Hermann gaf zijn naam aan de IIe klas van 2001
- Stabsfeldwebel Franz Toth gaf zijn naam aan de Ie klas van 2002
- Offiziersstellvertreter Karl Heuberger gaf zijn naam aan de IIe klas van 2002
- Oberfeuerwerker Ignaz Rauch von Montpredil gaf zijn naam aan de klas van 2003
- Korporal Alois Bauchinger gaf zijn naam aan de klas van 2004
- Oberjäger Bataillonshornist Hans Brindlmayer gaf zijn naam aan de Ie klas van 2006
- Gendarmerie Bezirkswachtmeister Simon Steinberger gaf zijn naam aan de IIe klas van 2006
- Stabsfeldwebel Anton Schott gaf zijn naam aan de klas van 2007
- Kaiserschütze Ferdinand Walser gaf zijn naam aan de klas van 2008
- Gefreiter Oskar Kling gaf zijn naam aan de klas van 2009
- Oberjäger Georg Huber gaf zijn naam aan de klas van 2010

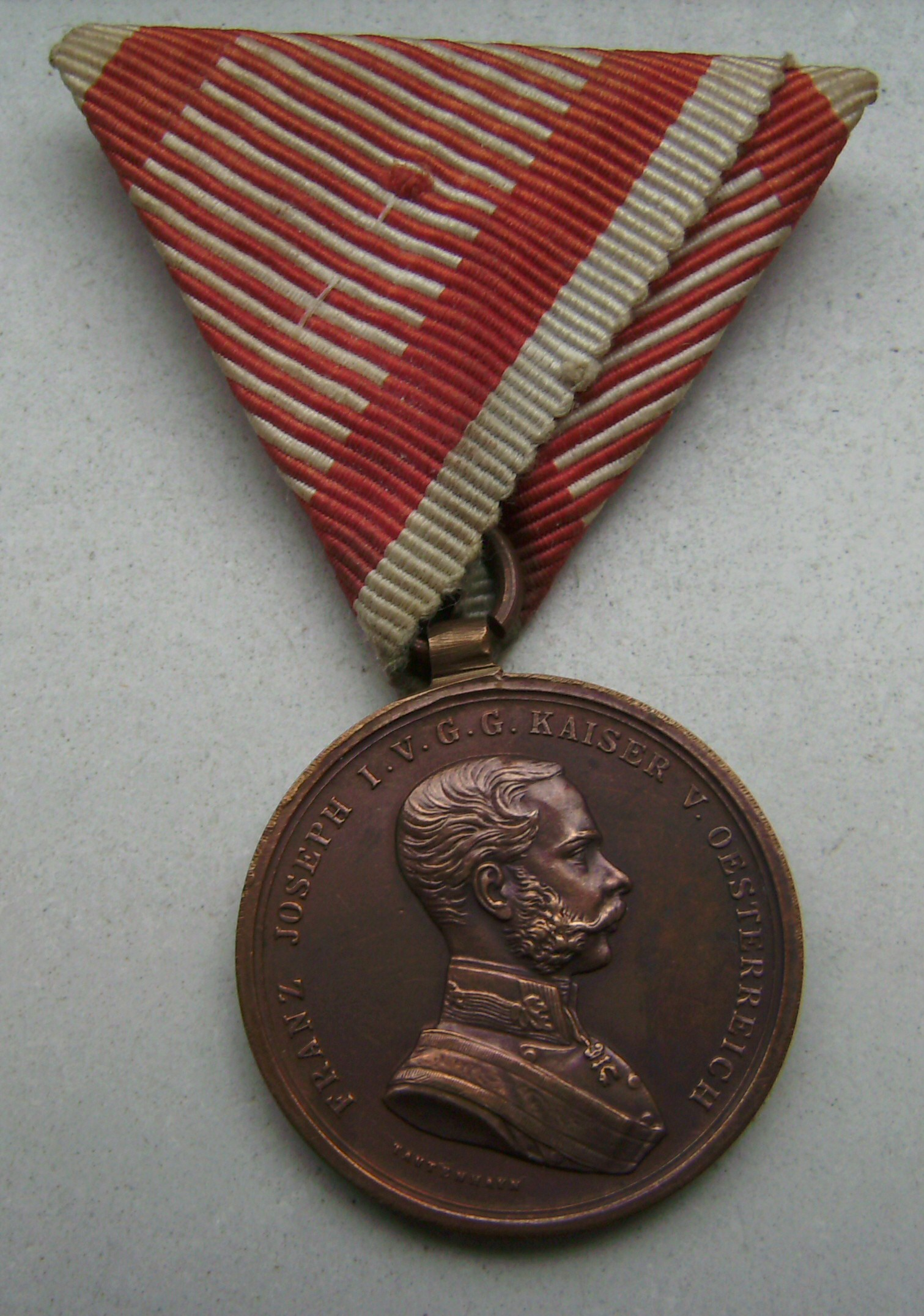
Bronzene Tapferkeitsmedaille

## De uitvoeringen van de medaille
- 1789–1792: Beeldenaar van keizer Jozef II (goud en zilver)
- 1792–1804: Beeldenaar van keizer Frans II (goud en zilver)
- 1804–1839: Beeldenaar van keizer Frans I (goud en zilver)
- 1839–1849: Beeldenaar van keizer Ferdinand (goud, groot zilver en klein zilver)
- 1849–1859: Beeldenaar van keizer Frans Jozef I (naar links kijkend zonder baard in goud, groot zilver en klein zilver)
- 1859–1866: Beeldenaar van keizer Frans Jozef I (naar links kijkend met een kleine baard in goud, groot zilver en klein zilver)
- 1866–1914: Beeldenaar van keizer Frans Jozef I (naar rechts kijkend met bakkebaarden in goud, groot zilver en klein zilver)
- 1914–1917: Beeldenaar van keizer Frans Jozef I (naar rechts kijkend met bakkebaarden in goud, groot zilver, klein zilver en brons)
- 1917–1918: Beeldenaar van keizer Karel I (in goud, groot zilver, klein zilver en brons)

Er werden geen medailles voor dapperheid geslagen met de beeldenaar van keizer Leopold II (1790-1792). De medailles werden tijdens zijn korte regering ook niet verleend. Er werden geen verguld zilveren medailles of medailles van anderszins inferieur metaal van deze zeer exclusieve onderscheiding geslagen. Ook toen de Oostenrijks-Hongaarse monarchie in de loop van de Eerste Wereldoorlog in grote problemen kwam werd er geen gebruik gemaakt van goedkopere uitvoeringen of oorlogsmetaal.
Keizer Karel was hervormingsgezind en hij was bereid om de volkeren in zijn politiek zwakke en zeer verdeelde rijk meer staatkundige zelfstandigheid te gunnen. Daarvan is door de tegenwerking van Hongaarse zijde niets terechtgekomen. Het was te laat om de fel tegen de Habsburgse hegemonie gekante Tsjechen en Slowaken nog met de Duitssprekende bevolking te verzoenen. Karel liet, in tegenstelling tot zijn voorgangers die de titel "Koning van Bohemen" weinig of niet gebruikten deze titel naast zijn Oostenrijkse en Hongaarse koningschap op zijn medailles voor dapperheid vermelden. Hij koos in plaats van Duits voor het "neutrale" Latijn om zijn naam en titels op de medaille te laten vermelden. Voor het nieuwe verlengde rondschrift was weinig plaats. De titels werden afgekort tot
"CAROLUS D.G.IMP.AUST.REX BOH.ETC.ET REX APOST.HUNG.". Op de keerzijde staat, ook in het Latijn "FORTITVDINI".

## De draagwijze
Vijf mogelijke linten voor de Medaille voor Dapperheid: deze moderne kopieën naar oud model werden in Oostenrijk voor verzamelaars vervaardigd. Vaak ontbreekt het lint bij een oude onderscheiding.

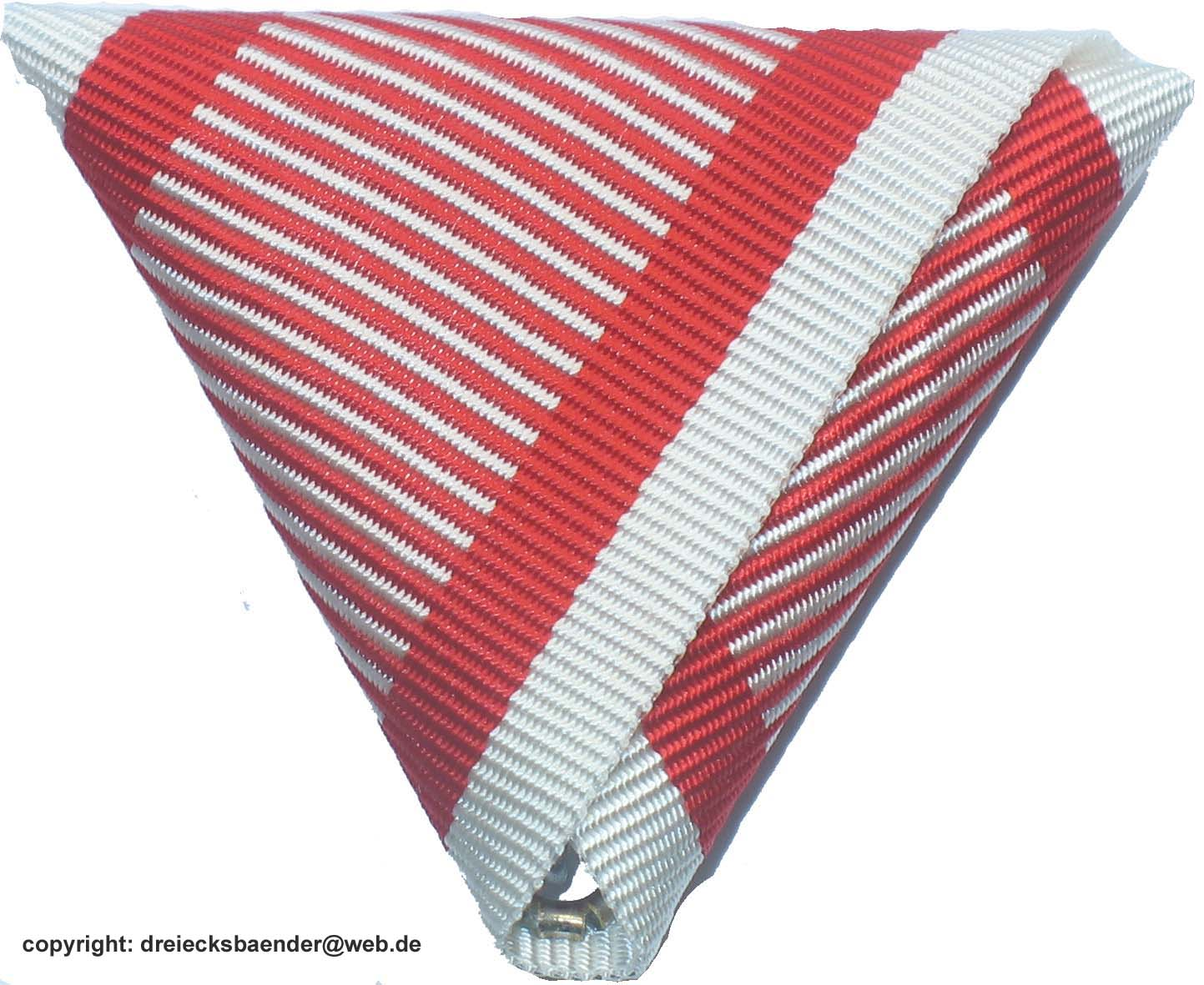
Het algemeen gebruikte lint voor onderscheidingen voor moed, de "Tapferkeitsband"
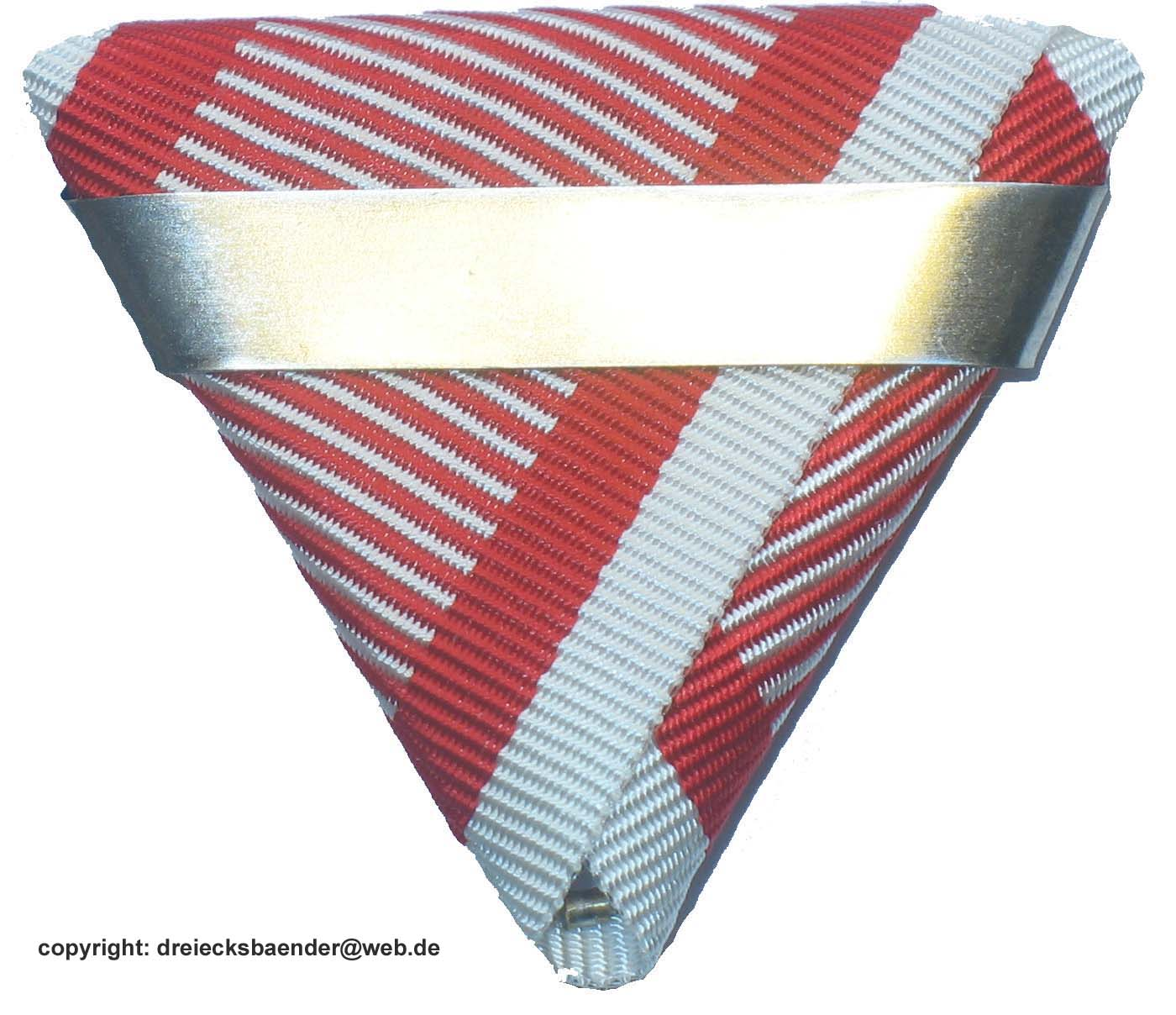
Lint voor een medaille die tweemaal werd toegekend, een "Tapferkeitsband mit Wiederholungsspange"
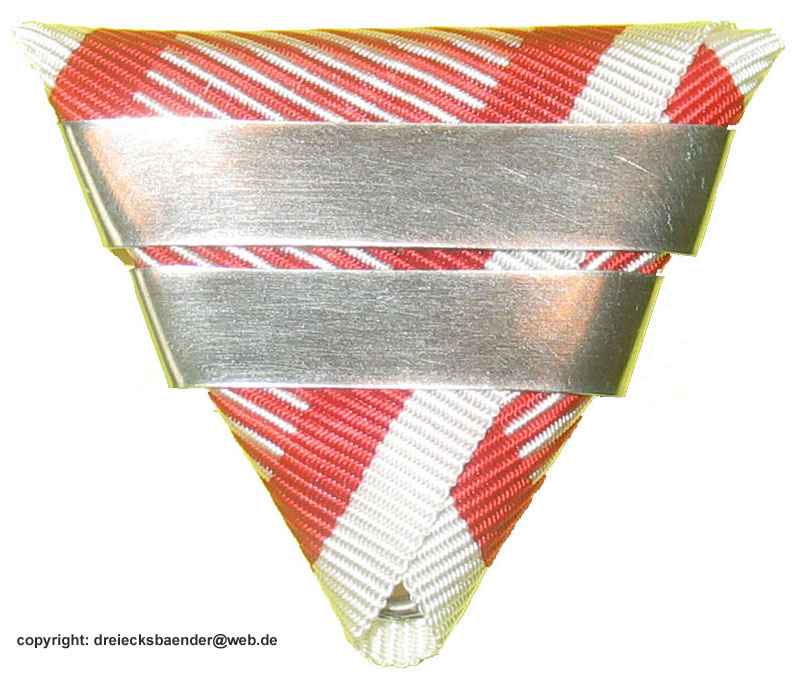
Lint voor een medaille die driemaal werd toegekend, een "Tapferkeitsband mit zwei Wiederholungsspangen"
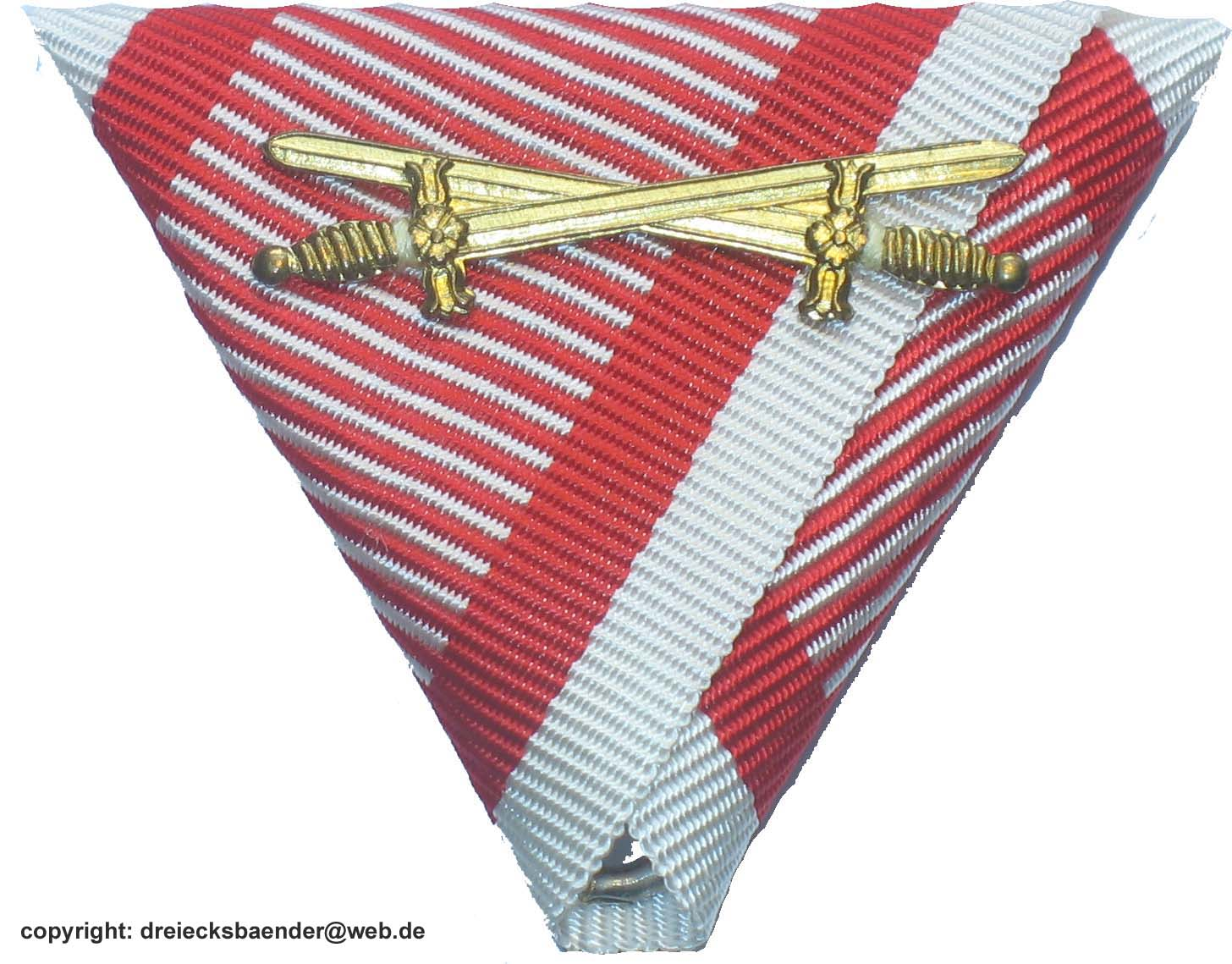
Lint voor een medaille die "Met Zwaarden" werd toegekend, een "Tapferkeitsband mit Schwertern"
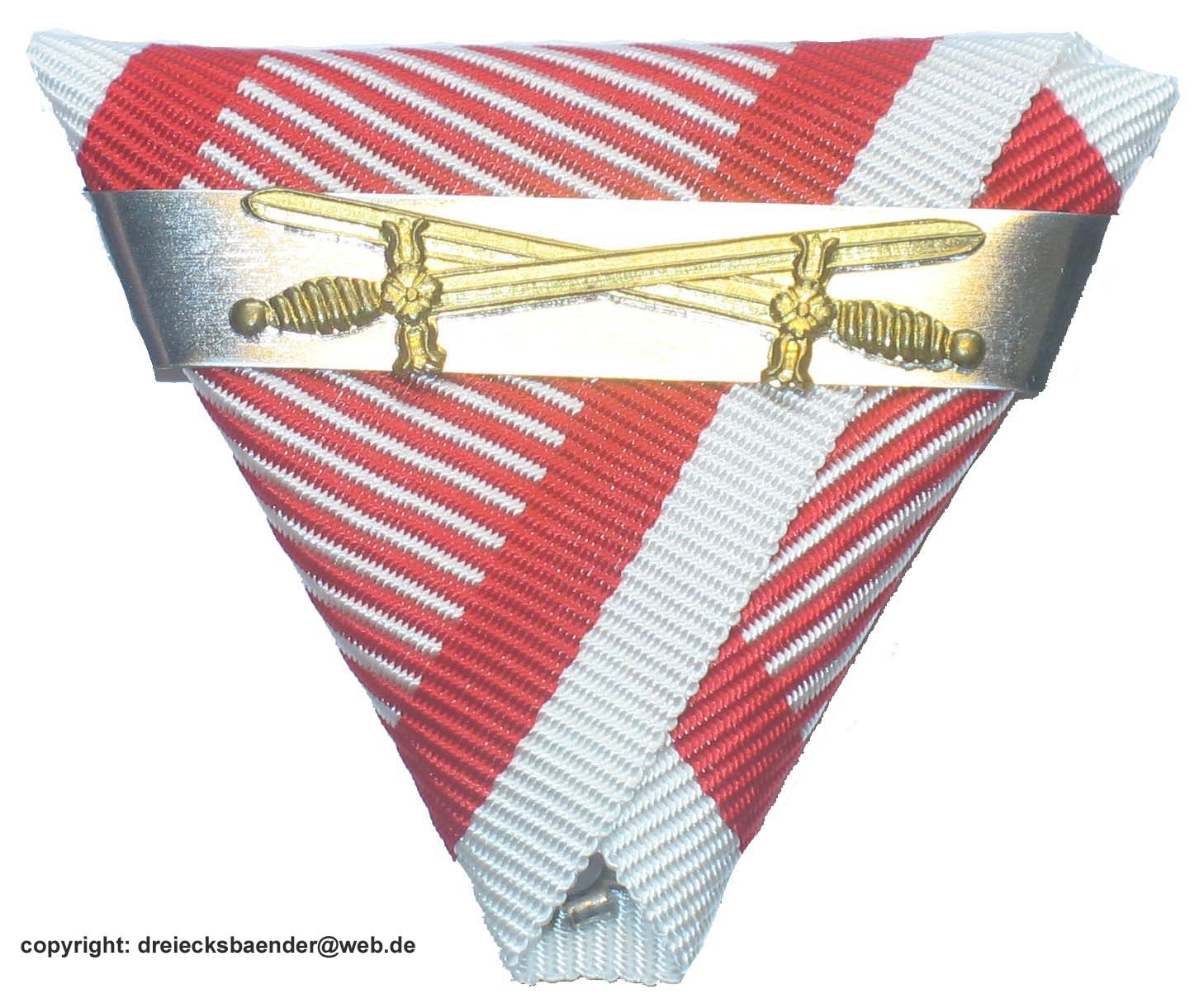
Lint voor een medaille die tweemaal en met zwaarden werd toekend, een "Tapferkeitsband mit Wiederholungsspange und Schwertern"

## Weblinks
- Die Ehren-Denkmünze. Österr. Bundesheer: Unteroffiziersausbildung - Lehrgangsnamen